# Almansa
Almansa là một đô thị ở tỉnh Albacete, một phần của cộng đồng tự trị Castile-La Mancha. Đô thị này giáp Alicante, Valencia và Murcia. Almansa nằm ở độ cao 712,8 m trên mực nước biển, cách Albacete 75 km, diện tích 531,91 km², dân số 25.727 người (2009), mật độ dân số 48,11 người/km². Mã số bưu chính của Almansa là 02640. Dãy đầu số điện thoại là 967 34/31 ** **